# Índia nos Jogos Olímpicos de Verão de 2008
A Índia competiu nos Jogos Olímpicos de Verão de 2008, em Pequim, na China. Com uma delegação de 57 atletas, a maior ausência foi a seleção de hóquei sobre grama masculina que não ficava de fora desde os Jogos Olímpicos de 1928.
Um banimento de dois anos imposto pela Federação Internacional de Halterofilismo depois do escândalo de doping ocorrido nos Jogos da Commonwealth de 2006 fez com que apenas a halterofilista Monika Devi lograsse classificação a Pequim. Porém como o prazo para a inscrição da atleta já havia esgotado, a Índia acabou ficando sem representantes no halterofilismo.

## Medalhas
| Atleta         | Esporte | Evento                        | Medalha |
| -------------- | ------- | ----------------------------- | ------- |
| Abhinav Bindra | Tiro    | Carabina de ar 10 m masculino | Ouro    |
| Sushil Kumar   | Lutas   | Livre até 60 kg masculino     | Bronze  |
| Vijender Kumar | Boxe    | Peso médio                    | Bronze  |

## Desempenho

### Atletismo
Masculino
| Atletas           | Evento             | Preliminares | Preliminares | Final       | Final       |
| Atletas           | Evento             | Marca        | Posição      | Marca       | Posição     |
| ----------------- | ------------------ | ------------ | ------------ | ----------- | ----------- |
| Surendra Singh    | 10000 metros       |              |              | 28m13s97    | 26º         |
| Renjith Maheswary | Salto triplo       | 15,77m       | 35º          | Não avançou | Não avançou |
| Vikas Gowda       | Arremesso de disco | 60,69m       | 22º          | Não avançou | Não avançou |

Feminino
| Atletas                                                              | Evento             | Preliminares | Preliminares | Semifinal   | Semifinal   | Final       | Final       |
| Atletas                                                              | Evento             | Marca        | Posição      | Marca       | Posição     | Marca       | Posição     |
| -------------------------------------------------------------------- | ------------------ | ------------ | ------------ | ----------- | ----------- | ----------- | ----------- |
| Mandeep Kaur                                                         | 400 metros         | 52s88        | 33º          | Não avançou | Não avançou | Não avançou | Não avançou |
| Preeja Sreedharan                                                    | 10000 feminino     |              |              |             |             | 32m34s64    | 35º         |
| Geetha Satti Manjeet Kaur Chithra Kulathummuriyil Soman Mandeep Kaur | Revezamento 4x400  | 3m28s83      | 12º          |             |             | Não avançou | Não avançou |
| Anju George                                                          | Salto em distância | Sem marca    | Sem marca    |             |             | Não avançou | Não avançou |
| Harwant Kaur                                                         | Arremesso de disco | 56s42        | 30º          |             |             | Não avançou | Não avançou |
| Krishna Poonia                                                       | Arremesso de disco | 58s23        | 24º          |             |             | Não avançou | Não avançou |

### Badminton
Masculino
| Atleta       | Evento  | Fase de 64                              | Fase de 32                       | Fase de 16             | Quartas                | Semifinais             | Final                  | Final       |
| Atleta       | Evento  | Adversário e resultado                  | Adversário e resultado           | Adversário e resultado | Adversário e resultado | Adversário e resultado | Adversário e resultado | Posição     |
| ------------ | ------- | --------------------------------------- | -------------------------------- | ---------------------- | ---------------------- | ---------------------- | ---------------------- | ----------- |
| Anup Sridhar | Simples | POR M. Vasconcelos V 2-0 (21-16; 21-14) | JPN S. Sato D 0-2 (13-21; 17-21) | Não avançou            | Não avançou            | Não avançou            | Não avançou            | Não avançou |

Feminino
| Atleta       | Evento  | Fase de 64                      | Fase de 32                        | Fase de 16                              | Quartas                                     | Semifinais             | Final                  | Final       |
| Atleta       | Evento  | Adversário e resultado          | Adversário e resultado            | Adversário e resultado                  | Adversário e resultado                      | Adversário e resultado | Adversário e resultado | Posição     |
| ------------ | ------- | ------------------------------- | --------------------------------- | --------------------------------------- | ------------------------------------------- | ---------------------- | ---------------------- | ----------- |
| Saina Nehwal | Simples | RUS E. Diehl V 2-0 (21-9; 21-8) | UKR L. Griga V 2-0 (21-18; 21-10) | HKG Wang C. V 2-1 (21-19; 11-21; 21-11) | INA M. Yulianti D 1-2 (28-26; 14-21; 15-21) | Não avançou            | Não avançou            | Não avançou |

### Boxe
| Atleta               | Evento           | Fase de 32                 | Fase de 16                      | Quartas                      | Semifinais              | Final                  | Posição           |
| Atleta               | Evento           | Adversário e resultado     | Adversário e resultado          | Adversário e resultado       | Adversário e resultado  | Adversário e resultado | Posição           |
| -------------------- | ---------------- | -------------------------- | ------------------------------- | ---------------------------- | ----------------------- | ---------------------- | ----------------- |
| Jitender Kumar       | Peso mosca       | TUR F. Memiş V RET         | UZB T. Doniyorov V PTS 13:6     | RUS G. Balakshin D PTS 11:15 | Não avançou             | Não avançou            | Não avançou       |
| Akhil Kumar          | Peso galo        | FRA A. Hallab V PTS 12:5   | RUS S. Vodopyanov V PTS 9+:9    | MDA V. Gojan D PTS 3:10      | Não avançou             | Não avançou            | Não avançou       |
| Anthresh Lalit Lakra | Peso pena        | UZB B. Sooltonov D PTS 5:9 | Não avançou                     | Não avançou                  | Não avançou             | Não avançou            | Não avançou       |
| Vijender Kumar       | Peso médio       | GAM B. Jack V PTS 13:2     | THA A. Chomphuphuang V PTS 13:3 | ECU C. Góngora V PTS 9:4     | CUB E. Correa D PTS 5:8 | Não avançou            | Medalha de bronze |
| Dinesh Kumar         | Peso meio-pesado | ALG A. Benchabla D RSCOS   | Não avançou                     | Não avançou                  | Não avançou             | Não avançou            | Não avançou       |

### Judô
Feminino
| Atleta              | Evento | Preliminares           | Fase de 32                 | Fase de 16                  | Quartas                | Semifinais             | Repescagem                   | Repescagem             | Repescagem             | Final                  | Final       |
| Atleta              | Evento | Preliminares           | Fase de 32                 | Fase de 16                  | Quartas                | Semifinais             | 1ª fase                      | Quartas                | Semifinais             | Final                  | Final       |
| Atleta              | Evento | Adversário e resultado | Adversário e resultado     | Adversário e resultado      | Adversário e resultado | Adversário e resultado | Adversário e resultado       | Adversário e resultado | Adversário e resultado | Adversário e resultado | Pos.        |
| ------------------- | ------ | ---------------------- | -------------------------- | --------------------------- | ---------------------- | ---------------------- | ---------------------------- | ---------------------- | ---------------------- | ---------------------- | ----------- |
| Khumujam Tombi Devi | -48 kg |                        | POR A. Hormigo D 0000-1011 | Não avançou                 | Não avançou            | Não avançou            | Não avançou                  | Não avançou            | Não avançou            | Não avançou            | Não avançou |
| Divya Tewar         | -78 kg |                        |                            | CUB Y. Castillo D 0000-1000 |                        |                        | KAZ S. Abikeyeva D 0000-1010 | Não avançou            | Não avançou            | Não avançou            | Não avançou |

### Lutas
Livre masculino
| Atleta         | Evento  | Preliminar              | Oitavas de final                   | Quartas de final              | Semifinal              | Repescagem 1ª rodada          | Repescagem 2ª rodada           | Final                                                  | Posição           |
| Atleta         | Evento  | Adversário e resultado  | Adversário e resultado             | Adversário e resultado        | Adversário e resultado | Adversário e resultado        | Adversário e resultado         | Adversário e resultado                                 | Posição           |
| -------------- | ------- | ----------------------- | ---------------------------------- | ----------------------------- | ---------------------- | ----------------------------- | ------------------------------ | ------------------------------------------------------ | ----------------- |
| Yogeshwar Dutt | -60 kg  |                         | KAZ B. Orazgaliyev V 0-2, 3-0, 5-0 | JPN K. Yumoto D 1-0, 1-4, 1-2 | Não avançou            | Não avançou                   | Não avançou                    | Não avançou                                            | Não avançou       |
| Sushil Kumar   | -66 kg  |                         | UKR A. Stadnik D 1-2, 0-6          |                               |                        | USA D. Schwab V 4-1, 0-1, 3-2 | BLR A. Batyrov V 1-0, 0-4, 7-0 | Disputa pelo bronze: KAZ L. Spiridonov V 2-1, 0-1, 1-0 | Medalha de bronze |
| Rajiv Tomar    | -120 kg | USA S. Mocco D 0-1, 0-3 | Não avançou                        | Não avançou                   | Não avançou            | Não avançou                   | Não avançou                    | Não avançou                                            | Não avançou       |

### Natação
Masculino
| Atleta(s)       | Evento          | Eliminatórias | Eliminatórias | Semifinal   | Semifinal   | Final       | Final       |
| Atleta(s)       | Evento          | Tempo         | Posição       | Tempo       | Posição     | Tempo       | Posição     |
| --------------- | --------------- | ------------- | ------------- | ----------- | ----------- | ----------- | ----------- |
| Virdhawal Khade | 50 m livre      | 22s73         | 40º           | Não avançou | Não avançou | Não avançou | Não avançou |
| Virdhawal Khade | 100 m livre     | 2m02s88       | 38º           | Não avançou | Não avançou | Não avançou | Não avançou |
| Virdhawal Khade | 200 m livre     | 1m51s86       | 48º           | Não avançou | Não avançou | Não avançou | Não avançou |
| Sandeep Sejwal  | 100 m peito     | 1m02s19       | 38º           | Não avançou | Não avançou | Não avançou | Não avançou |
| Sandeep Sejwal  | 200 m peito     | 2m15s24       | 36º           | Não avançou | Não avançou | Não avançou | Não avançou |
| Ankur Poseria   | 100 m borboleta | 54s74         | 57º           | Não avançou | Não avançou | Não avançou | Não avançou |
| Rehan Poncha    | 200 m borboleta | 2m01s89       | 40º           | Não avançou | Não avançou | Não avançou | Não avançou |

### Remo
Masculino
| Equipe                       | Evento           | Eliminatórias | Eliminatórias | Repescagem | Repescagem | Quartas | Quartas  | Semifinal | Semifinal | Final   | Final                |
| Equipe                       | Evento           | Tempo         | Posição       | Tempo      | Posição    | Tempo   | Posição  | Tempo     | Posição   | Tempo   | Posição (Pos. final) |
| ---------------------------- | ---------------- | ------------- | ------------- | ---------- | ---------- | ------- | -------- | --------- | --------- | ------- | -------------------- |
| Bajranglal Takhar            | Skiff simples    | 7m39s91       | 3º Q          |            |            | 7m19s01 | 5º S C/D | 7m23s00   | 4º FD     | 7m09s73 | 3º (21º)             |
| Devender Kumar Manjeet Singh | Skiff duplo leve | 6m37s13       | 5º R          | 7m02s06    | 5º S C/D   |         |          | 6m40s34   | 3º FC     | 6m44s48 | 6º (18º)             |

### Tênis
Masculino
| Atleta                       | Evento | Fase de 64             | Fase de 32                           | Fase de 16                     | Quartas                                 | Semifinais             | Final                  | Final       |
| Atleta                       | Evento | Adversário e resultado | Adversário e resultado               | Adversário e resultado         | Adversário e resultado                  | Adversário e resultado | Adversário e resultado | Posição     |
| ---------------------------- | ------ | ---------------------- | ------------------------------------ | ------------------------------ | --------------------------------------- | ---------------------- | ---------------------- | ----------- |
| Mahesh Bhupathi Leander Paes | Duplas |                        | FRA G. Monfils - G. Simon V 6-3, 6-3 | BRA A. Sá - M. Melo V 6-4, 6-2 | SUI R. Federer - S. Wawrinka D 2-6, 4-6 | Não avançou            | Não avançou            | Não avançou |

Feminino
| Atleta                  | Evento  | Fase de 64                      | Fase de 32                            | Fase de 16                               | Quartas                | Semifinais             | Final                  | Final       |
| Atleta                  | Evento  | Adversário e resultado          | Adversário e resultado                | Adversário e resultado                   | Adversário e resultado | Adversário e resultado | Adversário e resultado | Posição     |
| ----------------------- | ------- | ------------------------------- | ------------------------------------- | ---------------------------------------- | ---------------------- | ---------------------- | ---------------------- | ----------- |
| Sania Mirza             | Simples | CZE I. Benesova D 1-6, 1-2, ab. | Não avançou                           | Não avançou                              | Não avançou            | Não avançou            | Não avançou            | Não avançou |
| Sania Mirza Sunitha Rao | Duplas  |                                 | FRA T. Golovin - P. Parmentier V w.o. | RUS S. Kuznetsova - D. Safina D 4-6, 4-6 | Não avançou            | Não avançou            | Não avançou            | Não avançou |

### Tênis de mesa
Masculino
| Atleta                | Evento  | Preliminar             | Rodada 1                                                      | Rodada 2                                             | Rodada 3               | Rodada 4               | Quartas                | Semifinal              | Final                  |
| Atleta                | Evento  | Adversário e resultado | Adversário e resultado                                        | Adversário e resultado                               | Adversário e resultado | Adversário e resultado | Adversário e resultado | Adversário e resultado | Adversário e resultado |
| --------------------- | ------- | ---------------------- | ------------------------------------------------------------- | ---------------------------------------------------- | ---------------------- | ---------------------- | ---------------------- | ---------------------- | ---------------------- |
| Achanta Sharath Kamal | Simples |                        | ESP A. Carneros V 4 - 2 (6-11, 12-10, 11-8, 9-11, 11-6, 11-7) | AUT Chen W. D 1 - 4 (5-11, 12-14, 2-11, 11-8, 10-12) | Não avançou            | Não avançou            | Não avançou            | Não avançou            | Não avançou            |

Feminino
| Atleta        | Evento  | Preliminar             | Rodada 1                                               | Rodada 2               | Rodada 3               | Rodada 4               | Quartas                | Semifinal              | Final                  |
| Atleta        | Evento  | Adversário e resultado | Adversário e resultado                                 | Adversário e resultado | Adversário e resultado | Adversário e resultado | Adversário e resultado | Adversário e resultado | Adversário e resultado |
| ------------- | ------- | ---------------------- | ------------------------------------------------------ | ---------------------- | ---------------------- | ---------------------- | ---------------------- | ---------------------- | ---------------------- |
| Neha Aggarwal | Simples |                        | AUS Lay J. F. D 1 - 4 (12-10, 8-11, 11-13, 8-11, 4-11) | Não avançou            | Não avançou            | Não avançou            | Não avançou            | Não avançou            | Não avançou            |

### Tiro
Masculino
| Atleta                     | Evento                 | Qualificação | Qualificação | Final       | Final       | Posição         |
| Atleta                     | Evento                 | Placar       | Posição      | Placar      | Total       | Posição         |
| -------------------------- | ---------------------- | ------------ | ------------ | ----------- | ----------- | --------------- |
| Abhinav Bindra             | Carabina de ar 10 m    | 596          | 4º           | 104,5       | 700,5       | Medalha de ouro |
| Gagan Narang               | Carabina de ar 10 m    | 595          | 9º           | Não avançou | Não avançou | 9º              |
| Gagan Narang               | Carabina deitado 50 m  | 589          | 35º          | Não avançou | Não avançou | 35º             |
| Gagan Narang               | Carabina três posições | 1167         | 13º          | Não avançou | Não avançou | 13º             |
| Sanjeev Rajput             | Carabina deitado 50 m  | 591          | 26º          | Não avançou | Não avançou | 26º             |
| Sanjeev Rajput             | Carabina três posições | 1162         | 26º          | Não avançou | Não avançou | 26º             |
| Samaresh Jung              | Pistola de ar 10 m     | 570          | 42º          | Não avançou | Não avançou | 42º             |
| Samaresh Jung              | Pistola livre 50 m     | 540          | 42º          | Não avançou | Não avançou | 42º             |
| Mansher Singh              | Fossa olímpica         | 117          | 8º           | Não avançou | Não avançou | 8º              |
| Manavjit Singh Sandhu      | Fossa olímpica         | 116          | 12º          | Não avançou | Não avançou | 12º             |
| Rajyavardhan Singh Rathore | Fossa olímpica dublê   | 131          | 15º          | Não avançou | Não avançou | 15º             |

Feminino
| Atleta            | Evento                 | Qualificação | Qualificação | Final       | Final       | Posição |
| Atleta            | Evento                 | Placar       | Posição      | Placar      | Total       | Posição |
| ----------------- | ---------------------- | ------------ | ------------ | ----------- | ----------- | ------- |
| Anjali Bhagwat    | Carabina de ar 10 m    | 393          | 29º          | Não avançou | Não avançou | 29º     |
| Anjali Bhagwat    | Carabina três posições | 571          | 32º          | Não avançou | Não avançou | 32º     |
| Avneet Kaur Sidhu | Carabina de ar 10 m    | 389          | 39º          | Não avançou | Não avançou | 39º     |
| Avneet Kaur Sidhu | Carabina três posições | 552          | 42º          | Não avançou | Não avançou | 42º     |

### Tiro com arco
Masculino
| Atleta               | Evento     | Fase de Ranking | Fase de Ranking | Fase de 64                      | Fase de 32                    | Oitavas                | Quartas                | Semifinais             | Final                  | Final       |
| Atleta               | Evento     | Placar          | Chave           | Adversário e resultado          | Adversário e resultado        | Adversário e resultado | Adversário e resultado | Adversário e resultado | Adversário e resultado | Posição     |
| -------------------- | ---------- | --------------- | --------------- | ------------------------------- | ----------------------------- | ---------------------- | ---------------------- | ---------------------- | ---------------------- | ----------- |
| Mangal Singh Champia | Individual | 678             | 2               | IRI V. Hojjatolah (63) V 112-98 | RUS B. Badenov (31) D 108-109 | Não avançou            | Não avançou            | Não avançou            | Não avançou            | Não avançou |

Feminino
| Atleta                                           | Evento     | Fase de Ranking | Fase de Ranking | Fase de 64                               | Fase de 32                 | Oitavas                | Quartas                                   | Semifinais             | Final                  | Final       |
| Atleta                                           | Evento     | Placar          | Chave           | Adversário e resultado                   | Adversário e resultado     | Adversário e resultado | Adversário e resultado                    | Adversário e resultado | Adversário e resultado | Posição     |
| ------------------------------------------------ | ---------- | --------------- | --------------- | ---------------------------------------- | -------------------------- | ---------------------- | ----------------------------------------- | ---------------------- | ---------------------- | ----------- |
| Dola Banerjee                                    | Individual | 633             | 31              | CAN M-P. Beaudet (34) D 108 (8)-108 (10) | Não avançou                | Não avançou            | Não avançou                               | Não avançou            | Não avançou            | Não avançou |
| Bombayala Devi                                   | Individual | 637             | 22              | POL I. Marcinkiewicz (43) D 101-103      | Não avançou                | Não avançou            | Não avançou                               | Não avançou            | Não avançou            | Não avançou |
| Pranitha Vardhineni                              | Individual | 637             | 37              | AUS J. Waller (28) V 106-100             | PRK Kwon U-S. (5) D 99-106 | Não avançou            | Não avançou                               | Não avançou            | Não avançou            | Não avançou |
| Dola Banerjee Bombayala Devi Pranitha Vardhineni | Equipes    | 1897            | 6               |                                          |                            |                        | CHN Chen L. Guo D. Zhang J. (3) D 206-211 | Não avançou            | Não avançou            | Não avançou |

### Vela
Aberto
| Atleta                | Evento | Regata | Regata | Regata | Regata | Regata | Regata | Regata | Regata | Regata  | Pontos | Posição |
| Atleta                | Evento | 1      | 2      | 3      | 4      | 5      | 6      | 7      | 8      | M       | Pontos | Posição |
| --------------------- | ------ | ------ | ------ | ------ | ------ | ------ | ------ | ------ | ------ | ------- | ------ | ------- |
| Nachhatar Singh Johal | Laser  | 4      | 24     | 23     | 24     | 11     | 24     | 18     | 24     | Não av. | 128    | 23º     |

### Remo
| S | Classificado(a) para as semifinais |    |                        | FA | Final A (disputa de medalhas) |  |  | FD | Final D (sem medalhas) |
| Q | Classificado(a) para as quartas    | FB | Final B (sem medalhas) | FE | Final E (sem medalhas)        |  |  |    |                        |
| R | Classificado(a) para a repescagem  | FC | Final C (sem medalhas) | FF | Final F (sem medalhas)        |  |  |    |                        |

### Vela
| M   | Regata da Medalha da qual só participam os dez primeiros colocados das regatas anteriores  |  |  | CAN | Regata cancelada |
| BFD | Desclassificado por bandeira preta (Black Flag Disqualified)                               |  |  |     |                  |
| UFD | Desclassificado por bandeira "U" (U Flag Disqualified)                                     |  |  |     |                  |
| OCS | Largada queimada (On the Course Side of the starting line)                                 |  |  |     |                  |
| DNE | Desclassificação sem eliminação (infração a um item do regulamento da prova – Did Not End) |  |  |     |                  |